# Fond Eau Rouge
Fond Eau Rouge es una localidad de Santa Lucía, que forma parte del distrito de Anse La Raye.